# Adrian Weyermann
Adrian Weyermann (* 16. Juni 1974 in Greifensee ZH) ist ein Schweizer Musiker.

## Leben
Seit seinem vierten Lebensjahr ist er musikalisch aktiv. 1989 war er Sänger, Gitarrist und Songwriter für die Band Crank, mit der er den Werkjahrespreis im Jahre 1999 erhielt. Bekanntheit erlangte Adrian Weyermann Anfang 2007 bei verschiedenen Radiosendern mit der Single Echo. Mit den Alben Pool (2007) und Wood (2008) erreichte er auch die Schweizer Hitparaden. Im Herbst 2013 veröffentlichte Adrian, zusammen mit seinem Bruder Lukas «Luke» Weyermann am Schlagzeug, unter dem Namen The Weyers das Album Within.
Sein Debüt als Filmkomponist hatte er bei dem Film Lovely Louise (2013) von Bettina Oberli.

## Diskografie

### Alben
- Out Of Our Heads (The Weyers, 2017, Weyerworks)
- Beep Beep Beep (The Weyers, 2015, Weyerworks)
- Within (The Weyers, 2013, Weyerworks)
- Wood (Solo, 2008, Weyerworks/MV)
- Pool (Solo, 2007, Weyerworks/MV)
- Home (Solo, 2004, BMG)
- La Poeta (Solo, 2003, BMG)

div. Compilations «Pop-Schwiiz», «Die grössten Schweizer Hits» etc. (2003–2007, Universal, TBA u. a.)

### Videoclips
- Julia (The Weyers, 2013)
- The Heart Of All Things (The Weyers, 2013)
- Pool EPK (2006)
- Street (2006)
- Simple Song (2004)
- Love Can Wait (2003)
- Heaven (2003)
- Crying John (2003)

### Alben mit Crank
- Crank (2000 Universal Records)
- We Hope To Meet You There (1998 Universal Records CH/Japan)
- Torture King (1996 Tudor Records CH/Allegro USA)
- Lifedive (1993 Sound Service Records)
- Sounds!Session No.6 (1990 DRS 3/Rec Rec)

div. Kompilationen u. a.«Bravo Hits» 1990–2000

### Singles / Videoclips mit Crank
- Wherever I Go (Videoclip, 2000 Universal Records)
- Sister (Single/Videoclip, 2000 Universal Records)
- Heavenly Appeal (Single, 1998 Universal Records)
- Another One (Videoclip, 1996)
- Eggman 77 (Vinylsingle, 1995)

### Als Gitarrist, Sänger, Schlagzeuger, Bassist, Keyboarder
- The Weyers: voc/git Album «Within» (2013)
- Palkomuski: git Album «Street Desire» (2012)
- Annakin: git Album «Icarus Heart» (2011)
- Trummer: git Album «Fürne Königin» (2011)
- Stella Cruz: git Album «Simplify» (2011)
- Annakin: git/voc Album «Torch Songs» (2009)
- Düde Dürst: git/voc Album «Back To The Groove» (2009)
- Blue Veins: git Album «398 Dean Street» (2009)
- Lee Everton: git Album «Sing A Song For Me» (2009)
- Weyermann: voc/git/keys/perc Album «Wood» (2008)
- Weyermann: voc/git/keys/perc Album «Pool»(2007)
- Ron Cartel: key Album «I hurt everybody» (2006)
- Lee Everton: git Album «Inner Exile» (2007)
- Biggles: git/dr/bs/key Album «Biggles» (2004)
- Weyermann: git/dr/bs/key Album «Home» (2004)
- Trummer: git Album «Night Light» (2003)
- Gianna Nannini: git Album «Aria» (2002)
- Vivian: git Album «Vivian» (2001)
- Walter „Wolfman“ Washington: git Album «Blue Moon Rising» (1999)

### Als Produzent, Ingenieur
- Palkomuski: prod Album «Street Desire» (2012)
- Palkomuski: prod EP «Boomerang» (2009)
- Weyermann: prod Album «Wood» (2008)
- Weyermann: prod Album «Pool» (2007)
- Biggles: prod/eng Album «Collussus» (2005)
- Weyermann: prod/eng Album «Home» (2004)
- Biggles: prod/eng Album «Biggles» (2004)
- Morix: eng EP «El Nino» (1999)
- Mona Lisa Overdrive: eng Vinyl 7-inch «s. t.» (1997)
- Fleisch: eng Album «Roh» (1997)